# Domitien Ndayizeye
Domitien Ndayizeye född 2 maj 1953, hutuer, socialdemokrat, Burundis president 30 april 2003-20 augusti 2005 för partiet Frodebu.

## Biografi
Ndayizeye är utbildad ingenjör i Belgien, där han bodde mellan ifrån år 1972 och fram till 1981. Han arbetade i Rwanda mellan åren 1981 och 1993 på ett företag, som var återförsäljare för Peugeot. Han återvände till Burundi efter valet 1993, och invaldes i Frodebus styrelse 1994.
År 1995 fängslades han för att ha distribuerat vapen till rebeller, men släpptes år 1996, men fängslades åter år 1997. Dåvarande presidenten, Pierre Buyoya lät frige honom, och utsåg honom till vicepresident 2001. År 2006 blev Ndayizeye återigen arresterad in Bujumbura.
Inför Presidentvalet i Burundi 2015 var han utsedd till kandidat för koalitionen National Rally for Change (RANAC), men i slutskedet av valprocessen drog han sig dock ur valet i protest mot att den sittande presidenten Pierre Nkurunziza ställde upp i valet (trots att han suttit de två mandatperioder som konstutionen tillåter).